# Nitrianske Hrnčiarovce
Nitrianske Hrnčiarovce (in ungherese Nyitragerencsér) è un comune della Slovacchia facente parte del distretto di Nitra, nella regione omonima.